# Kurt Ansperger
Kurt Ansperger (* 11. September 1955 in Graz) ist ein ehemaliger österreichischer Kickboxer in der Disziplin Semikontakt. Mit 13 Titeln als Österreichischer Staatsmeister ist er einer der erfolgreichsten Semikontakt-Kickboxer des Landes. 
Seinen größten Erfolg feierte Ansperger am 27. April 1980, als er bei den 4. WAKO-Europameisterschaften in London Europameister im Semikontakt in der Gewichtsklasse über 84 Kilogramm wurde. Zuvor hatte er am 4. November 1979 bei den in Tampa ausgetragenen 2. WAKO-Weltmeisterschaften den vierten Platz erreicht.
Im Jahr 1993 erhielt er das Ehrenzeichen im Rahmen des Sports des Landes Steiermark.
Derzeit lebt Ansperger in Graz und ist dort als Trainer tätig.